# Slovenija na Evropskem prvenstvu v košarki 2011
Slovenija na Evropskem prvenstvu v košarki 2011 v Litvi, kjer je pod vodstvom selektorja Božidarja Maljkovića v svojem desetem nastopu osvojila sedmo mesto. V predtekmovalni skupini D je proti ruski, gruzinski, ukrajinski, bolgarski in belgijski reprezentanci osvojila drugo mesto s štirimi zmagami in enim porazom ter se uvrstila v drugi del tekmovanja. Tam je proti ruski, gruzinski, makedonski, grški in finski reprezentanci osvojila četrto mesto s po dvema zmagama in porazoma. S tem se je uvrstila v četrtfinale tekmovanja, kjer jo je premagala španska reprezentanca. V tekmah za peto do osmo mesto je slovenska reprezentanca izgubila proti litvanski reprezentanci in zmagala proti srbski ter s tem osvojila končno sedmo mesto.

## Postava
- Selektor:  Božidar Maljković
- Pomočnika selektorja:  Aleksander Sekulič,  Gašper Potočnik

| Poz. | #  | Ime             | Višina | Teža   | Klub                      |
| ---- | -- | --------------- | ------ | ------ | ------------------------- |
| KC   | 4  | Slokar, Uroš    | 210 cm | 116 kg | Pallacanestro Virtus Roma |
| Org  | 5  | Lakovič, Jaka   | 186 cm | 82 kg  | Galatasaray Café Crown    |
| Org  | 6  | Rupnik, Luka    | 183 cm | /      | KD Slovan                 |
| B    | 7  | Ožbolt, Sašo    | 191 cm | /      | KK Zagreb                 |
| KC   | 8  | Smodiš, Matjaž  | 205 cm | 110 kg | KK Cedevita               |
| B    | 9  | Udrih, Samo     | 195 cm | 91 kg  | Union Olimpija            |
| K    | 10 | Murić, Edo      | 207 cm | 102 kg | KK Krka                   |
| Org  | 11 | Dragić, Goran   | 193 cm | 82 kg  | Houston Rockets           |
| K    | 12 | Jagodnik, Goran | 203 cm | 104 kg | Union Olimpija            |
| B    | 13 | Dragić, Zoran   | 196 cm | 91 kg  | KK Krka                   |
| C    | 14 | Begić, Mirza    | 216 cm | /      | Real Madrid Baloncesto    |
| KC   | 15 | Lorbek, Erazem  | 210 cm | 111 kg | Barcelona Bàsquet         |

## Tekme

### Predtekmovanje - skupina D
| Reprezentanca | T | Z | P | DK  | PK  | R     | Toč |
| ------------- | - | - | - | --- | --- | ----- | --- |
| Rusija        | 5 | 5 | 0 | 371 | 321 | 1.155 | 10  |
| Slovenija     | 5 | 4 | 1 | 356 | 324 | 1.098 | 9   |
| Gruzija       | 5 | 2 | 3 | 352 | 343 | 1.026 | 7   |
| Ukrajina      | 5 | 2 | 3 | 339 | 357 | 0.949 | 7   |
| Bolgarija     | 5 | 2 | 3 | 322 | 327 | 0.984 | 7   |
| Belgija       | 5 | 0 | 5 | 310 | 372 | 0.833 | 5   |

| 13. avgust 2011 18:00 | Poročilo | Slovenija                                        | 67 – 59 | Bolgarija                     | Dvorana: Klaipėda Arena, Klaipėda Gledalcev: 1.300 Sodniki: Juan Arteaga (ESP), Olegs Latisevs (LAT), Tomas Jasevicius (LTU) |  |
| 13. avgust 2011 18:00 | Poročilo | Četrtine: 17–13, 12–12, 18–15, 20–19             |         |                               | Dvorana: Klaipėda Arena, Klaipėda Gledalcev: 1.300 Sodniki: Juan Arteaga (ESP), Olegs Latisevs (LAT), Tomas Jasevicius (LTU) |  |
| 13. avgust 2011 18:00 | Poročilo | Točke: Lorbek 18 Skok: Lorbek 9 Asist.: Dragić 6 |         | Rowland 20 Ivanov 11 Ivanov 2 | Dvorana: Klaipėda Arena, Klaipėda Gledalcev: 1.300 Sodniki: Juan Arteaga (ESP), Olegs Latisevs (LAT), Tomas Jasevicius (LTU) |  |

| 1. september 2011 21:00 | Poročilo | Ukrajina                                        | 64 – 68 | Slovenija                         | Dvorana: Klaipėda Arena, Klaipėda Gledalcev: 2.800 Sodniki: Ilija Belosevic (SRB), Seffi Shemmesh (ISR), Olegs Latisevs (LAT) |  |
| 1. september 2011 21:00 | Poročilo | Četrtine: 12–18, 8–23, 18–16, 26–11             |         |                                   | Dvorana: Klaipėda Arena, Klaipėda Gledalcev: 2.800 Sodniki: Ilija Belosevic (SRB), Seffi Shemmesh (ISR), Olegs Latisevs (LAT) |  |
| 1. september 2011 21:00 | Poročilo | Točke: Bertt 14 Skok: Lishouk 5 Asist.: Bertt 5 |         | Begić 14 Begić, Murić 7 Lakovič 6 | Dvorana: Klaipėda Arena, Klaipėda Gledalcev: 2.800 Sodniki: Ilija Belosevic (SRB), Seffi Shemmesh (ISR), Olegs Latisevs (LAT) |  |

| 3. september 2011 18:00 | Poročilo | Slovenija                                         | 87 – 75 | Gruzija                              | Dvorana: Klaipėda Arena, Klaipėda Gledalcev: 2.500 |  |
| 3. september 2011 18:00 | Poročilo | Četrtine: 15–25, 25–15, 19–18, 28–17              |         |                                      | Dvorana: Klaipėda Arena, Klaipėda Gledalcev: 2.500 |  |
| 3. september 2011 18:00 | Poročilo | Točke: Lakovič 22 Skok: Lorbek 6 Asist.: Dragić 5 |         | Pachulia 22 Shengelia 7 Tsintsadze 6 | Dvorana: Klaipėda Arena, Klaipėda Gledalcev: 2.500 |  |

| 4. september 2011 21:00 | Poročilo | Belgija                                                                | 61 – 70 | Slovenija                         | Dvorana: Klaipėda Arena, Klaipėda Gledalcev: 900 Sodniki: Ilija Belosevic (SRB), Tomas Jasevicius (LTU), Neil Wilkinson (ENG) |  |
| 4. september 2011 21:00 | Poročilo | Četrtine: 15–14, 15–15, 17–21, 14–20                                   |         |                                   | Dvorana: Klaipėda Arena, Klaipėda Gledalcev: 900 Sodniki: Ilija Belosevic (SRB), Tomas Jasevicius (LTU), Neil Wilkinson (ENG) |  |
| 4. september 2011 21:00 | Poročilo | Točke: van den Spiegel 16 Skok: van den Spiegel 7 Asist.: Van Rossom 7 |         | Dragić 18 Begić 7 three players 3 | Dvorana: Klaipėda Arena, Klaipėda Gledalcev: 900 Sodniki: Ilija Belosevic (SRB), Tomas Jasevicius (LTU), Neil Wilkinson (ENG) |  |

| 5. september 2011 18:00 | Poročilo | Slovenija                                        | 64 – 65 | Rusija                          | Dvorana: Klaipėda Arena, Klaipėda Gledalcev: 4.300 Sodniki: Juan Arteaga (ESP), Ilija Belosevic (SRB), Olegs Latisevs (LAT) |  |
| 5. september 2011 18:00 | Poročilo | Četrtine: 19–16, 21–18, 15–19, 9–12              |         |                                 | Dvorana: Klaipėda Arena, Klaipėda Gledalcev: 4.300 Sodniki: Juan Arteaga (ESP), Ilija Belosevic (SRB), Olegs Latisevs (LAT) |  |
| 5. september 2011 18:00 | Poročilo | Točke: Lorbek 14 Skok: Slokar 9 Asist.: Lorbek 5 |         | Vorontsevich 18 Monya 7 Bykov 5 | Dvorana: Klaipėda Arena, Klaipėda Gledalcev: 4.300 Sodniki: Juan Arteaga (ESP), Ilija Belosevic (SRB), Olegs Latisevs (LAT) |  |

### Drugi del - skupina F
| Reprezentanca | T | Z | P | DK  | PK  | R     | Toč |
| ------------- | - | - | - | --- | --- | ----- | --- |
| Rusija        | 5 | 5 | 0 | 355 | 310 | 1.145 | 10  |
| Makedonija    | 5 | 4 | 1 | 338 | 313 | 1.079 | 9   |
| Grčija        | 5 | 3 | 2 | 348 | 336 | 1.036 | 8   |
| Slovenija     | 2 | 2 | 3 | 337 | 337 | 1.000 | 7   |
| Finska        | 5 | 1 | 4 | 338 | 372 | 0.909 | 6   |
| Gruzija       | 5 | 0 | 5 | 329 | 377 | 0.873 | 5   |

| 8. september 2011 21:00 | Poročilo | Slovenija                                          | 60 – 69 | Grčija                          | Dvorana: Siemens Arena, Vilnius Gledalcev: 6.000 Sodniki: Juan Arteaga (ESP), Sreten Radovic (CRO), Renaud Geller (BEL) |  |
| 8. september 2011 21:00 | Poročilo | Četrtine: 13–18, 12–19, 21–7, 14–25                |         |                                 | Dvorana: Siemens Arena, Vilnius Gledalcev: 6.000 Sodniki: Juan Arteaga (ESP), Sreten Radovic (CRO), Renaud Geller (BEL) |  |
| 8. september 2011 21:00 | Poročilo | Točke: Lakovič 14 Skok: Begić 12 Asist.: Lakovič 3 |         | Zisis 19 Koufos 8 Vasileiadis 4 | Dvorana: Siemens Arena, Vilnius Gledalcev: 6.000 Sodniki: Juan Arteaga (ESP), Sreten Radovic (CRO), Renaud Geller (BEL) |  |

| 10. september 2011 18:00 | Poročilo | Makedonija                                          | 68 – 59 | Slovenija                         | Dvorana: Siemens Arena, Vilnius Gledalcev: 5.000 Sodniki: Miguel Perez Perez (ESP), David Chambon (FRA), Murat Biricik (TUR) |  |
| 10. september 2011 18:00 | Poročilo | Četrtine: 20–16, 19–15, 15–11, 14–17                |         |                                   | Dvorana: Siemens Arena, Vilnius Gledalcev: 5.000 Sodniki: Miguel Perez Perez (ESP), David Chambon (FRA), Murat Biricik (TUR) |  |
| 10. september 2011 18:00 | Poročilo | Točke: McCalebb 19 Skok: Antić 6 Asist.: Ilievski 5 |         | Dragić 20 Dragić,Begić 7 Dragić 3 | Dvorana: Siemens Arena, Vilnius Gledalcev: 5.000 Sodniki: Miguel Perez Perez (ESP), David Chambon (FRA), Murat Biricik (TUR) |  |

| 12. september 2011 15:30 | Poročilo | Slovenija                                               | 67 – 60 | Finska                       | Dvorana: Siemens Arena, Vilnius Gledalcev: 1.000 Sodniki: Miguel Perez Perez (ESP), Robert Lottermoser (GER), Marek Cmikiewicz (POL) |  |
| 12. september 2011 15:30 | Poročilo | Četrtine: 14–12, 28–16, 12–20, 13–12                    |         |                              | Dvorana: Siemens Arena, Vilnius Gledalcev: 1.000 Sodniki: Miguel Perez Perez (ESP), Robert Lottermoser (GER), Marek Cmikiewicz (POL) |  |
| 12. september 2011 15:30 | Poročilo | Točke: Lorbek 14 Skok: Begić, Slokar 8 Asist.: Dragić 4 |         | Koponen 14 Kotti 7 Koponen 3 | Dvorana: Siemens Arena, Vilnius Gledalcev: 1.000 Sodniki: Miguel Perez Perez (ESP), Robert Lottermoser (GER), Marek Cmikiewicz (POL) |  |

### Četrtfinale
| 14. september 2011 18:00 | Poročilo | Španija                                                    | 86 – 64 | Slovenija                               | Dvorana: Žalgiris Arena, Kaunas Gledalcev: 11.000 Sodniki: Christos Christodoulou (GRE), Ilija Belosevic (SRB), Olegs Latisevs (LAT) |  |
| 14. september 2011 18:00 | Poročilo | Četrtine: 16–23, 19–8, 36–14, 15–19                        |         |                                         | Dvorana: Žalgiris Arena, Kaunas Gledalcev: 11.000 Sodniki: Christos Christodoulou (GRE), Ilija Belosevic (SRB), Olegs Latisevs (LAT) |  |
| 14. september 2011 18:00 | Poročilo | Točke: Navarro 26 Skok: P. Gasol 16 Asist.: four players 3 |         | G. Dragić 14 Begić, G. Dragić 5 Udrih 3 | Dvorana: Žalgiris Arena, Kaunas Gledalcev: 11.000 Sodniki: Christos Christodoulou (GRE), Ilija Belosevic (SRB), Olegs Latisevs (LAT) |  |

### Peto do osmo mesto
| 15. september 2011 15:30 | Poročilo | Slovenija                                                               | 77 – 80 | Litva                                     | Dvorana: Žalgiris Arena, Kaunas Gledalcev: 11.000 Sodniki: Fabio Facchini (ITA), Srdan Dozai (CRO), Spyridon Gontas (GRE) |  |
| 15. september 2011 15:30 | Poročilo | Četrtine: 20–19, 13–25, 24–19, 20–17                                    |         |                                           | Dvorana: Žalgiris Arena, Kaunas Gledalcev: 11.000 Sodniki: Fabio Facchini (ITA), Srdan Dozai (CRO), Spyridon Gontas (GRE) |  |
| 15. september 2011 15:30 | Poročilo | Točke: Lorbek, G. Dragić 16 Skok: Smodiš 6 Asist.: Lakovič, G. Dragić 4 |         | Kalnietis 17 Valančiūnas 6 Jasikevičius 7 | Dvorana: Žalgiris Arena, Kaunas Gledalcev: 11.000 Sodniki: Fabio Facchini (ITA), Srdan Dozai (CRO), Spyridon Gontas (GRE) |  |

| 17. september 2011 18:00 | Poročilo | Slovenija                                       | 72 – 68 | Srbija                                   | Dvorana: Žalgiris Arena, Kaunas Gledalcev: 5.000 Sodniki: Srdan Dozai (CRO), Emin Mogulkoc (TUR), Tomas Jasevicius (LTU) |  |
| 17. september 2011 18:00 | Poročilo | Četrtine: 27–20, 17–19, 20–12, 8–17             |         |                                          | Dvorana: Žalgiris Arena, Kaunas Gledalcev: 5.000 Sodniki: Srdan Dozai (CRO), Emin Mogulkoc (TUR), Tomas Jasevicius (LTU) |  |
| 17. september 2011 18:00 | Poročilo | Točke: Dragić 21 Skok: Begić 9 Asist.: Ožbolt 4 |         | Perovic 13 Bjelica 9 Markovic, Bjelica 5 | Dvorana: Žalgiris Arena, Kaunas Gledalcev: 5.000 Sodniki: Srdan Dozai (CRO), Emin Mogulkoc (TUR), Tomas Jasevicius (LTU) |  |